# إسحاق منساه
إسحاق منساه (بالإنجليزية: Isaac Mensah)‏ هو لاعب كرة قدم غاني في مركز الوسط، ولد في 2002. لعب مع نادي هارتس أوف أوك.